# 彼得·奧特布里奇
彼得·奧特布里奇（Peter Outerbridge，1966年6月30日—）是加拿大的一位演員  。他最著名的作品是在CW電視台電視劇尼基塔中飾演阿里·塔萨罗夫（Ari Tasarov）這個角色。